# Weikershof

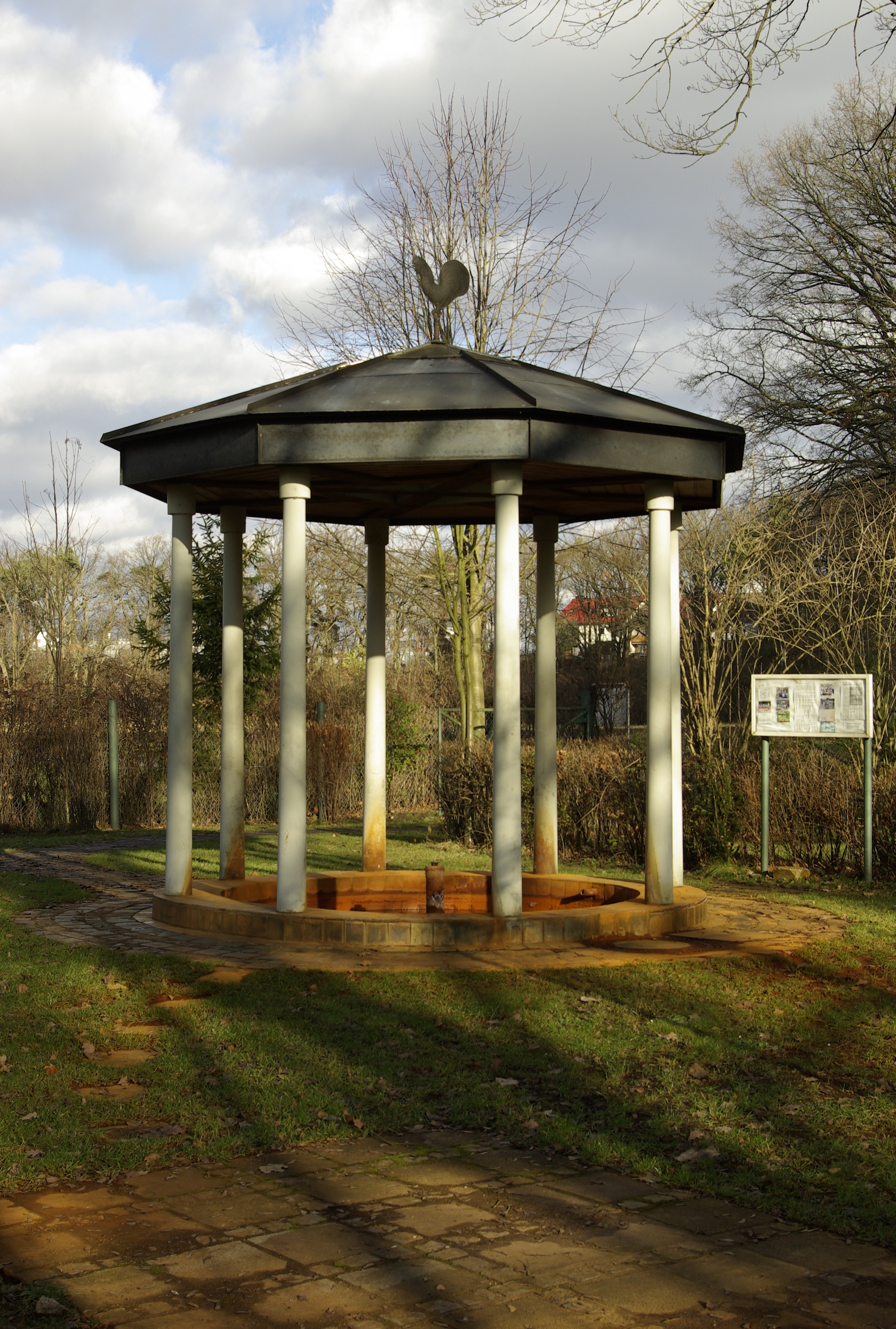
Gustav-Adolf-Quelle (2013)

Weikershof (fränkisch: Waigeasch-hohf) ist ein Gemeindeteil der kreisfreien Stadt Fürth (Mittelfranken, Bayern). Weikershof liegt in der Gemarkung Fürth.

## Geografie
Das Dorf liegt etwa drei Kilometer südlich des historischen Fürther Stadtkerns auf einer Höhe von 292 bis 300 m ü. NHN am flachen Osthang des Tals der Rednitz, die hier in Mäandern ungefähr nördlich fließt und der von gegenüber die Bibert zumündet. Im Nordosten und Osten wird der Gemeindeteil vom Main-Donau-Kanal begrenzt, dem auf dem Gegenufer die Südwesttangente folgt. Im Osten schließen sich kleinere Gemeindeteile, im Süden der größere Gemeindeteil Gebersdorf von Nürnberg an. Auf den Hügeln linksseits der Rednitz liegen die Städte Oberasbach südlich und Zirndorf nördlich des Biberttals, die beide zum Landkreis Fürth gehören.
Die Bayerische Uraufnahme zeigt Weikershof in den 1810er Jahren als einen Weiler mit neun Herdstellen.

## Geschichte
Die erste urkundliche Erwähnung als „Wikershoven“ findet sich in einer Urkunde des Nürnberger Burggrafen Friedrich III. aus dem Jahre 1269. Etwa im Jahre 1430 wurde der Ort als „Weyckershoffen“ und um 1587 als „Weickershof“ angegeben. Das Bestimmungswort des Ortsnamens ist sehr wahrscheinlich der Personenname Wicher. 1557 bestand das damalige Weyckershoffen aus drei nürnbergischen Höfen. Im Jahre 1753 gehörte Weikershof neben Atzenhof, Bremerstall, Dambach, Doos, Eberhardshof, Flexdorf, Gebersdorf, Gaismannshof, Höfen, Großreuth bei Schweinau, Kleinreuth bei Schweinau, Leyh, Mannhof, Muggenhof, Ober- und Unterfürberg, Poppenreuth, Schniegling, Schweinau, Stadeln, Unterfarrnbach und Wetzendorf zum Hofmarksgericht und Geleitsamt Fürth. Es ist zu vermuten, dass Weikershof noch früher schon zu der ehemaligen Hofmark Fürth gehörte, da der Ort in Verbindung mit Groß- und Kleinreuth stand, welche nachweisbar nach Fürth zinspflichtig waren.
Gegen Ende des 18. Jahrhunderts gab es in Weikershof sechs Anwesen. Das Hochgericht übte das brandenburg-ansbachische Oberamt Cadolzburg aus, was von der Reichsstadt Nürnberg bestritten wurde. Die Dorf- und Gemeindeherrschaft hatte das Landpflegamt Nürnberg. Grundherren waren die Nürnberger Eigenherren von Ebner (2 Hintersassen), von Imhoff (3 Hintersassen) und von Stromer (1 Hintersasse).
Von 1797 bis 1808 unterstand der Ort dem Justiz- und Kammeramt Cadolzburg. Im Rahmen des Gemeindeedikts wurde Weikershof dem 1808 gebildeten Steuerdistrikt Höfen und der im selben Jahr gegründeten Ruralgemeinde Höfen zugeordnet. In der freiwilligen Gerichtsbarkeit unterstanden ein Anwesen von 1822 bis 1840 dem Patrimonialgericht (PG) Buch, ein Anwesen von 1821 bis 1835 dem PG Steinach und zwei Anwesen bis 1812 und von 1822 bis 1836 dem PG Weikershof.
Am 1. Januar 1899 wurde ein Teil der Gemeinde Höfen und der Ortschaft Weikershof mit elf Familien und 67 Einwohnern nach Fürth eingemeindet. Der Gebäudebestand betrug damals acht Bauernhäuser. Mit Teilen von Höfen umfasste der Gemeindebereich etwa 100 Hektar und hatte 64 Einwohner. Der Ort wurde 1927 an das Wasserversorgungsnetz der Stadtwerke Fürth angeschlossen. 1945 kam es zu einem Fliegerangriff auf die benachbarte Kaserne, wodurch Weikershof erheblich zerstört wurde. Nach dem Krieg besetzten die Amerikaner den Ort. Nach dem Abzug der Amerikaner aus den Johnson-Barracks wurden die Kasernen in den 1990er Jahren abgerissen und ein neues Gewerbegebiet östlich der Schwabacher Straße erschlossen.
Der Altort Weikershof ist landwirtschaftlich geprägt und in Bauweise und Anlage immer noch im ursprünglichen Zustand. Östlich der Siedlung erstreckt sich entlang der Schwabacher Straße und des Kanales ein 78 Hektar großes Gewerbegebiet.

### Einwohnerentwicklung
| Jahr      | 001818 | 001840 | 001861 | 001871 | 001885 | 001900 | 001925 | 001950 | 001961 | 001970 | 001987 | 002003 |
| Einwohner | 45     | 71     | 61     | 60     | 50     | *      | *      | 99     | 106    | 101    | 53     | 150    |
| Häuser    | 9      | 10     |        |        | 10     | *      | *      | 13     | 16     |        | 18     |        |
| Quelle    | [ 13 ] | [ 14 ] | [ 15 ] | [ 16 ] | [ 17 ] | [ 18 ] | [ 19 ] | [ 20 ] | [ 21 ] | [ 22 ] | [ 23 ] |        |

## Religion
Weikershof ist seit der Reformation evangelisch-lutherisch geprägt und war ursprünglich nach St. Michael (Fürth) gepfarrt, aktuell ist die Pfarrei Maria Magdalena (Fürth) zuständig. Die Einwohner römisch-katholischer Konfession sind nach St. Heinrich (Fürth) gepfarrt.

## Verkehr
- Gemeindestraßen erschließen Weikershof zu der in Nord-Süd-Richtung durch den Gemeindeteil verlaufenden Staatsstraße 2407, die dort Schwabacher Straße heißt. Diese führt im  Norden zum Frankenschnellweg und zum Fürther Stadtkern und im Süden zu den südlichen Nürnberger Stadtteilen hin.
- Der ÖPNV bedient Weikershof an mehreren Haltestelle an der Schwabacher Straße mit der VGN-Buslinie 67 nach Stein/Nürnberg-Frankenstraße und der Linie 179 nach Fürth-Nord und Großgründlach.
- Luftfahrt: Die nächstgelegenen Flugplätze sind der Flughafen Nürnberg, neun Kilometer nordöstlich und der Flugplatz Herzogenaurach, 15 Kilometer nordwestlich.
- Schifffahrt: Seit dem Sommer 1972 steht sechs Kilometer nördlich an der Lände Fürth ein kleines, leistungsfähiges trimodales Güterverkehrszentrum Schiff/Schiene/Straße zur Verfügung.
- Wanderwege: Durch den Ort verläuft der Fränkische Marienweg.